# Sub rosa
Sub rosa (лат. під трояндою) — латинський вислів, що означає під великою таємницею. Походження цього вислову пов'язують з трояндою — емблемою єгипетського бога Гора. Пізніше греки та римляни продовжували вважати Хора богом мовчання та таємниці. В грецькій міфології Афродита дала своєму синові Еросу троянду, а він передав її Гарпократу богу мовчання, щоб вчинки його матері, а також усіх богів залишалися таємницею. За часів Стародавнього Риму в світлицях на стелі часто малювали троянду, щоб нагадувати присутнім на обіді, що те що сказане напідпитку (sub vino) мусить залишатися таємницею (sub rosa). В Середні віки троянда підвішена зі стелі означала, що зустріч в кімнаті мала таємний характер і зобов'язувала усіх під трояндою тримати таємницю. В теперішній час, цей вислів часто означає секретні операції, або діяльність. Зокрема вислів sub rosa в Сполучених Штатах та деяких інших країнах означає операції секретних спецслужб країни.